# Alberto Marcellin
Alberto Marcellin (ur. 10 kwietnia 1920) – włoski narciarz alpejski. Jego największym osiągnięciem były dwa srebrne medale i jeden brązowy wywalczone podczas mistrzostw świata w 1941. W 1946 r. Międzynarodowa Federacja Narciarska uznała jednak mistrzostwa z 1941 za niebyłe.